# Emadiellus cruentus
Emadiellus cruentus är en skalbaggsart som beskrevs av Johann Christoph Friedrich Klug 1855. Emadiellus cruentus ingår i släktet Emadiellus och familjen Aphodiidae. Inga underarter finns listade i Catalogue of Life.